# Nikołaj Korotkow

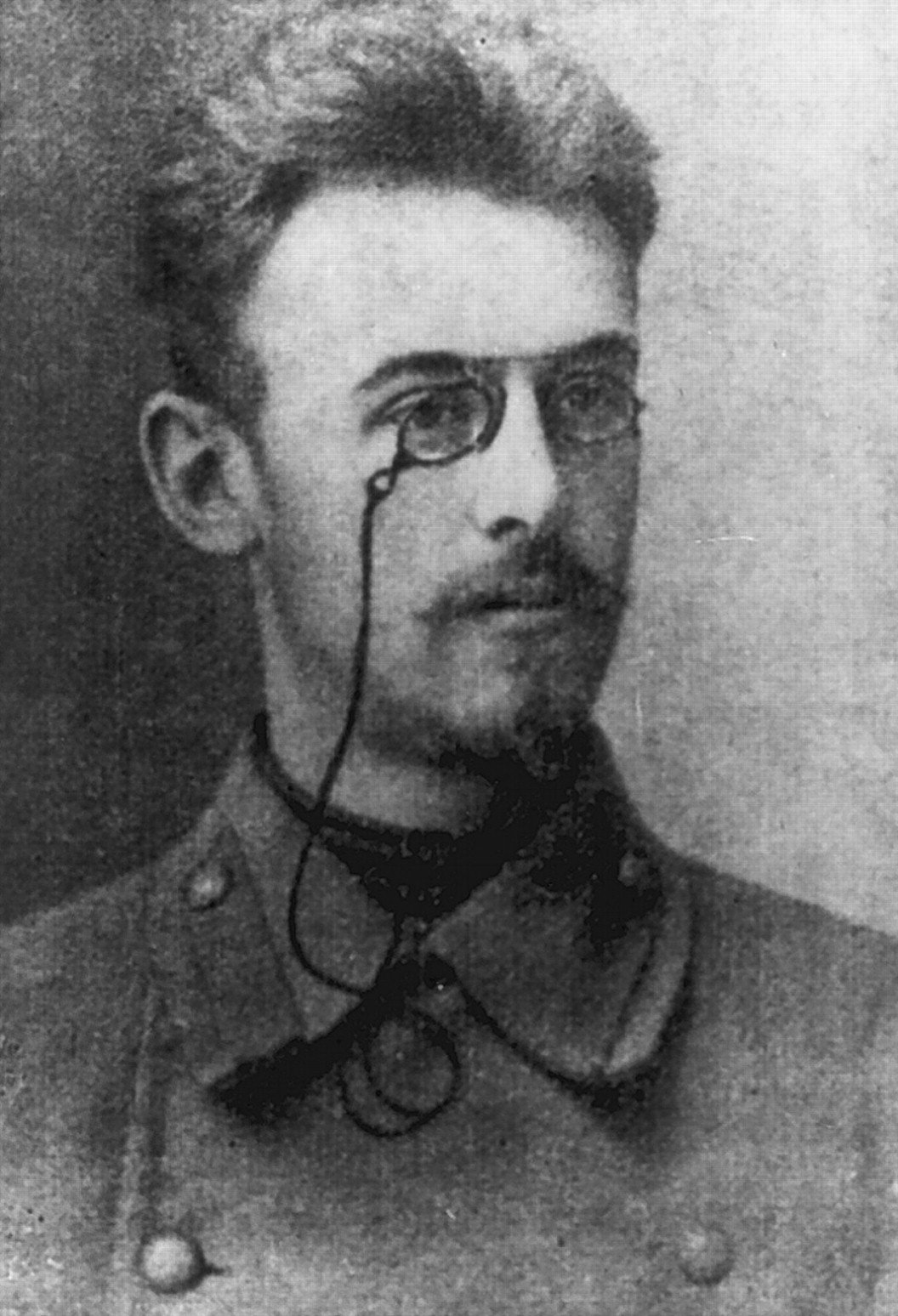
Mikołaj Siergieewicz Korotkow

Nikołaj Siergiejewicz Korotkow (ros. Николай Сергеевич Коротков, ur. 13 lutego 1874 w Kursku, zm. 1920 w Leningradzie) – rosyjski chirurg, który w 1905 roku zmodyfikował metodę pomiaru ciśnienia tętniczego metodą Riva-Rocciego. Od jego nazwiska pochodzą terminy metody Korotkowa i faz Korotkowa.
Urodził się w rodzinie kupieckiej. Po ukończeniu gimnazjum w Kursku rozpoczął w 1893 studia medyczne na uniwersytecie w Charkowie, a w 1895 przeniósł się do Moskwy, gdzie skończył studia w 1898. Podczas powstania bokserów został zwolniony ze służby wojskowej ze względu na jego pracę w Czerwonym Krzyżu. Ze służby na Dalekim Wschodzie powracał przez Japonię, Cejlon i Kanał Sueski. Otrzymał również Order Świętej Anny za ofiarną pomoc niesioną rannym żołnierzom. Po powrocie do Rosji Korotkow rozpoczął karierę naukową jako asystent w klinice chirurgii Wojskowej Akademii Medycznej w Petersburgu.
Podczas wojny rosyjsko-japońskiej ponownie udał się na Daleki Wschód jako pracownik Czerwonego Krzyża. Tym razem kierował chirurgami w szpitalu w Harbinie. W czasie swego pobytu w Mandżurii zainteresował się chirurgią naczyniową i rozpoczął zbieranie materiałów do przyszłej pracy doktorskiej. Po powrocie do Petersburga napisał liczącą zaledwie 281 słów pracę w której opisał modyfikację metody Riva-Rocciego. Pomimo początkowej krytyki jego tezy zostały udowodnione przez prof. M. Jankowskiego.
Następnie do wybuchu I wojny światowej Korotkow pracował jako lekarz na Syberii. Otrzymał również w 1910 należny mu doktorat. Podczas wojny kierował sanatorium dla rannych żołnierzy w Carskim Siole. W momencie wybuchu rewolucji październikowej poparł bolszewików po czym objął kierownictwo nad jednym z leningradzkich szpitali. Funkcję tę sprawował do śmierci.
Korotkow ulepszył metodę badania ciśnienia, dodając do sfigmomanometru stetoskop, co pozwoliło na osłuchiwanie tętna na tętnicy.
Pochowany na Cmentarzu Bogosłowskim w Petersburgu.